# Bet Jicchak-Sza’ar Chefer
Bet Jicchak-Sza’ar Chefer (hebr. בית יצחק-שער חפר) – moszaw położony w samorządzie regionu Emek Chefer, w Dystrykcie Centralnym, w Izraelu.
Leży na równinie Szaron w odległości 0,5 km na północny wschód od miasta Netanja, w otoczeniu moszawów Nordijja, Kefar Monash, Kefar Jedidja i Awichajil, oraz wioski Gannot Hadar. Na wschód od moszawu znajduje się baza szkoleniowa Sił Obronnych Izraela zwana „Obszarem 21”.

## Historia
Pierwotny moszaw został założony w 1940 przez żydowskich imigrantów z Niemiec, do których w 1941 dołączyła grupa uciekinierów z Czechosłowacji.
W 1963 moszaw powiększył swoje rozmiary wchłaniając cztery miałe wioski Bet Jicchak, Sza’ar Chefer, Nira i Gan Chefer. Początkowo należała do niego także wioska Gannot Hadar, jednak później odłączyła się.

## Kultura i sport
W moszawie jest ośrodek kultury, boisko do piłki nożnej oraz basen kąpielowy.

## Gospodarka
Gospodarka moszawu opiera się na intensywnym rolnictwie, sadownictwie i uprawie kwiatów. Tutejsza firma Beit Yitzhak Ltd. produkuje niskosłodzone dżemy, konfitury i miód. Jest tutaj także niewielka wytwórnia wina, która przerabia winogrona z winnicy Kerem Ben Zimra w Górnej Galilei.

## Komunikacja
Przez moszaw przebiega droga nr 5700 , którą jadąc na północ dojeżdża się do moszawów Kefar Jedidja, Hadar Am i Kefar Chajjim, natomiast jadąc na południe dojeżdża się do przebiegającej przy miasteczku drogi ekspresowej nr 57  (Netanja–Niccane Oz). Jadąc nią na zachód dojeżdża się do miasta Netanji i węzła drogowego z autostradą nr 2  (Tel Awiw–Hajfa), natomiast jadąc na wschód dojeżdża się do wioski Gannot Hadar i węzła drogowego z drogą ekspresową nr 4  (Erez–Kefar Rosz ha-Nikra.